# Titus Staberius Secundus
Titus Staberius Secundus (vollständige Namensform Titus Staberius Titi filius Quirina Secundus) war ein im 1. Jahrhundert n. Chr. lebender Angehöriger des römischen Ritterstandes (Eques). Durch eine Inschrift, die in Rom gefunden wurde, sind einzelne Stationen seiner Laufbahn bekannt.
Die militärische Laufbahn des Secundus bestand aus den für einen Angehörigen des Ritterstandes üblichen Tres militiae. Er übernahm zunächst als Präfekt die Leitung der Cohors Chalcidensis, die zu diesem Zeitpunkt in der Provinz Africa stationiert war. Im Anschluss war er Tribunus militum in der Legio VII Gemina felix, die zu diesem Zeitpunkt in Germania stationiert war.
Als dritte Stufe folgte der Posten des Praefectus equitum der Ala Moesica felix torquata. Er ist als Kommandeur dieser Einheit auch noch durch ein Militärdiplom belegt, das auf den 15. April 78 datiert ist und das belegt, dass die Ala zu diesem Zeitpunkt in Germania stationiert war.
Secundus war in der Tribus Quirina eingeschrieben.